# San Juan Zitlaltepec
San Juan Zitlaltepec ist eine Stadt im mexikanischen Bundesstaat México mit 19.600 Einwohnern, die zum Municipio Zumpango gehört.
Der Name Zitlaltepec kommt aus dem Nahuatl: citlalli bedeutet Stern, tepetl bedeutet Berg, und -c bedeutet "Ort, Stelle", also in etwa "Ort des Sternberg".